# RedeTV!
RedeTV! est un réseau de télévision brésilien basé à São Paulo et possédant des stations à Rio de Janeiro, Belo Horizonte, Recife, Fortaleza et Salvador. En plus de ses propres stations, le réseau s'appuie sur une quarantaine de stations régionales affiliées réparties sur tout le Brésil, qui diffusent tout ou partie de ses programmes.
Lancé le 15 novembre 1999 des suites de la faillite du réseau Manchete, il est le plus jeune des cinq plus importants réseaux de télévision brésiliens. Il a été fondé par les deux entrepreneurs Amilcare Dallevo et Marcelo de Carvalho. 
Le siège social de la chaîne et ses studios de production se situent au CTD de Osasco (pour Centro de Televisão Digital), à Osasco, ville de la banlieue de São Paulo.

## Programmation
Parmi les émissions et programmes qui ont fait le succès de la chaîne, on peut citer l'émission humoristique dominicale Pânico na TV diffusée de 2003 à 2012, la série télévisée Donas de Casa Desesperadas, adaptation de la série Desperate Housewives et diffusée de 2007 à 2008, ou TV Fama, émission d'information people similaire à Entertainment Tonight.